# أسفلت 6: أدرينالين
إسفلت 6: أدرينالين (بالإنجليزية: Asphalt 6: Adrenaline)‏، وهي لعبة فيديو سباقات من عام 2010، تم تطويرها ونشرها من قبل جيملوفت كجزء من سلسلة سلسلة إسفلت. تم إصدارها على آي أو إس في 21 ديسمبر، 2010،  على ماك أوس في 17 فبراير، 2011،  على أندرويد في 15 يونيو،  على سيمبيان 3 في 20 يوليو،  على الهواتف المحمولة في 31 أغسطس،  على ويب أو إس في 3 سبتمبر،  على بلاك بيري بلاي بوك في 12 أكتوبر،  وعلى بادا 2.0 في 10 يناير، 2012.

## وصلات خارجية
- Asphalt 6: Adrenaline  on آي تيونز Preview